# 김회경
김회경(1984년 12월 26일 (음력 11월 5일) ~ )은 대한민국의 희극 배우다, 처음에는 SBS 9기 공채 개그맨으로 데뷔하여 웃음을 찾는 사람들에서 활동하였으나, 2012년에 KBS 27기 공채 개그맨으로 재 데뷔하여 현재까지 개그콘서트에서 활동중이다.

## 출연작

### 방송
- 《웃음을 찾는 사람들》
  - 〈밀어붙여 신문사〉
- 《개그콘서트》
  - 〈거제도〉우체부 아저씨 역 → 서울 아저씨 역
  - 〈갑을 컴퍼니〉
  - 〈모던보이〉
  - 〈불편한 진실〉
  - 〈시청률의 제왕〉김감독 역
  - 〈아빠와 아들〉
  - 〈초보뉴스〉서툰 진행자 역
  - 〈우리 동네 청문회〉진행자 역
  - 〈힙합의 신〉상은 아버지 랩퍼 역
  - 〈10년 후〉
  - 〈이.개.세 (이 개그맨들이 사는 세상)〉
  - 〈민상토론〉
  - 〈고집불통〉
  - 〈아름다운 구속〉김 형사 역
  - 〈베테랑〉
  - 〈님은 딴곳에〉스마트 가이 역
  - 〈민상토론2〉
  - 〈핵갈린 늬우스〉
  - 〈사랑이 LARGE〉김민경 오빠 역
  - 〈나타나〉
  - 〈연기돌〉신인 배우 역
  - 〈아무말 대잔치〉
  - 〈볼빨간 회춘기〉할아버지 2 (갈비)역
  - 〈속 보이스〉
  - 〈기울어가〉할아버지 역
  - 〈다있show〉경호원 1 역
  - 〈털업〉
  - 〈민상소송〉판사역

### 영화
- 2011년 《위험한 상견례》 군대 고참들 역

### 뮤지컬
- 2010년 《완승 인 뮤직》

## 유행어

### 《개그콘서트》
- 잊지마라!(거제도)
- 자~ 다들 준비되셨죠?, ready~ action!(시청률의 제왕)
- 김회경 입니다.(초보뉴스)
- 첫 번째 소식입니다.(초보뉴스)
- 다음 소식입니다.(초보뉴스)
- 상은아 너 또 힙합한다 여기 와 있나?(힙합의 신)
- 뭐 할라고~ 뭐 할라고~ 00해서 뭐 할라고(힙합의 신)
- 마~ 00나 하라고~ 00나 하라고~(힙합의 신)
- 이놈의 자식아 내 말 좀 들어라 내 말 들어서 잘못된 적 있었니?(힙합의 신)
- 퍼뜩온나!(힙합의 신)
- 야, 김민경! 너 내가 만나지 말라고 했지?(사랑이 LARGE)
- 쳤냐? (사랑이 LARGE)
- 신인배우 김회경입니다. (연기돌)
- 연기는 설정이 굉장히 중요하다고 생각합니다!(연기돌)
- 00하는 설정을 줘봤습니다!(연기돌)
- 야 야 야 야 괜찮다고~~ (프로억울러)
- 파이팅하자~~ (프로억울러)
- 아이고~~ 다리야~~ (프로억울러)